# Google Chrome
Google Chrome je brezplačen spletni brskalnik, ki ga razvija Google. Za izrisovanje spletnih strani uporablja tehnologijo Blink (izvorno WebKit). Beta različica za operacijski sistem Microsoft Windows je bila izdana 2. septembra 2008 v 43 jezikih (vključno s slovenščino), zdaj jih šteje okoli 50. Prvo stabilno različico so izdali 11. decembra 2008 (1.0.154.36). Različici za MacOS in Linux sta bili predstavljeni kasneje. Ime Chrome izhaja iz grafičnega uporabniškega vmesnika ali kromiranega okvirja (slovenski prevod kromiran google). Marca leta 2012 je Chrome prvič postal najbolj uporabljan spletni brskalnik na svetu  po raziskavah, ki so jih opravili v analitski hiši StatCounter.